# Коне Боген
Коне Боген (каз. Көне Бөген) — упразднённое село в Аральском районе Кызылординской области Казахстана. Входило в состав Богенского сельского округа. Код КАТО — 433235200. Упразднено в 2018 г.

## Население
В 1999 году население села составляло 166 человек (85 мужчин и 81 женщина). По данным переписи 2009 года, в селе проживало 100 человек (60 мужчин и 40 женщин).